# 佩罗讷
佩罗讷（法語：Péronne，法語發音：[peʁɔn]），法国北部城市，上法兰西大区索姆省的一个市镇，同时也是该省的一个副省会，下辖佩罗讷区，其市镇面积为14.16平方公里，2022年1月1日时人口数量为7,139人，在法国城市中排名第1,398位。
佩罗讷位于索姆省东部，索姆河畔，多条公路在此交汇。佩罗讷历史上为墨洛温和阿图瓦之间的边境城市，在英法百年战争、宗教战争及两次世界大战期间均遭到严重破坏，现为一个区域性的中心城市，当地建有战争纪念碑及博物馆。

## 地名来源
佩罗讷一名的来源尚存在争议。根据皮卡第地方史学家及亚眠主教保罗·德卡尼的论述，“Péronne”一名可能出自古凯尔特语单词“piron”，后者意为“天鹅”，可能与当地的自然生物景观有关；“Péronne”亦可能出自高卢人名“Perros”。

## 历史

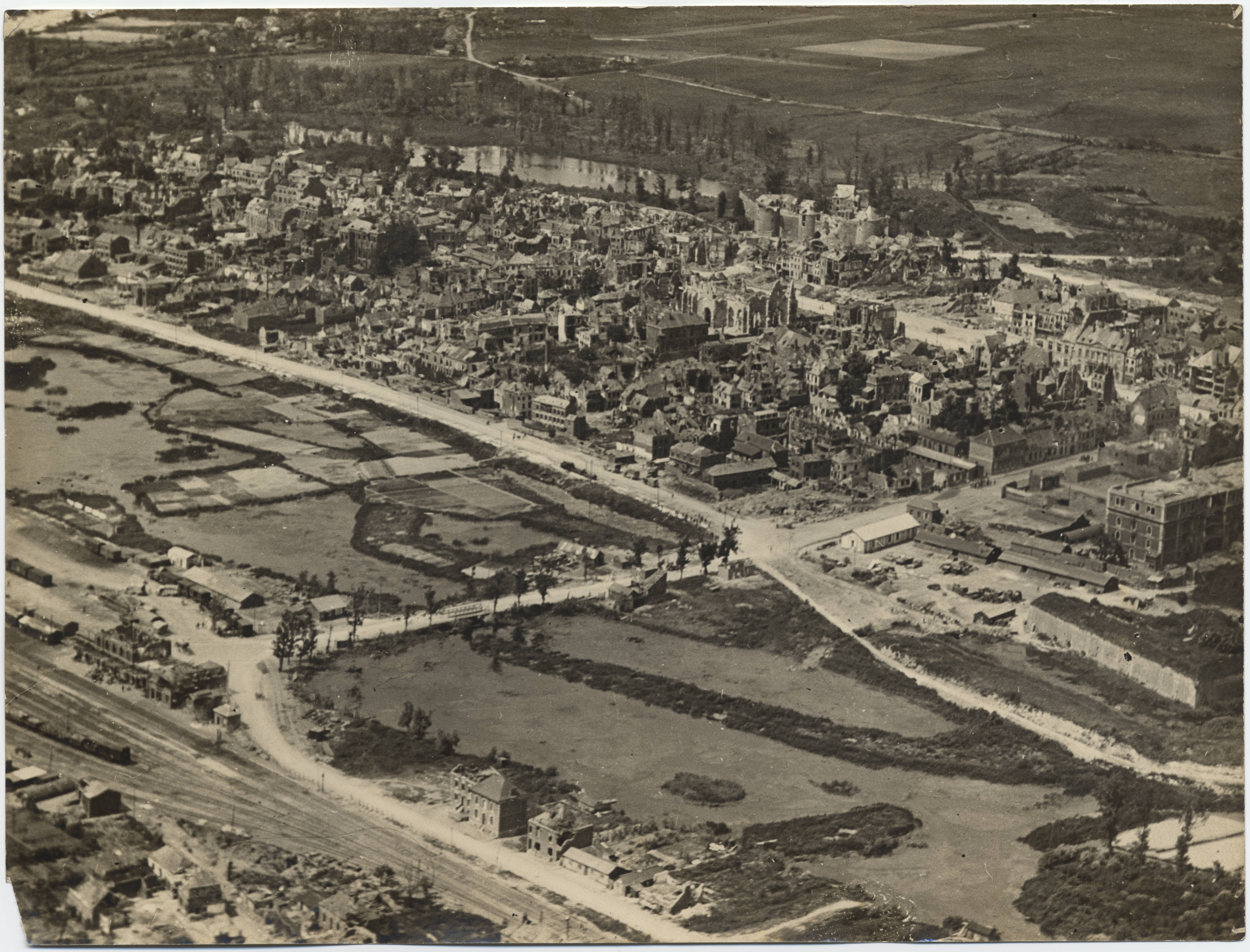
航拍第一次世界大战期间被严重破坏的佩罗讷市区

佩罗讷的早期历史尚不清楚。根据当地官方网站的论述，佩罗讷在公元前400年左右就已形成聚落，其城址位于索姆河右岸的“天鹅山”（Mont des Cygnes），该区域现为佩罗讷的城市核心区域。中世纪初，佩罗讷为法兰克王国的一处领地，一条南北走向的道路由此通过。1191年，佩里讷领主菲利普无子嗣而亡，佩罗讷以及皮卡第的多个城市根据《博沃条约》并入法兰西王国。1200年的《佩罗讷条约》确认了法兰西国王对阿图瓦南部地区的控制。1204年，佩罗讷皇室碉楼建成。1209年，佩罗讷获得市镇宪章。英法百年战争期间，勃艮第叛军一度占领了佩罗讷，并在其间修建了佩罗讷军事城堡。法兰西国王路易十一和勃艮第国王大胆查理于公元1468年在此签订《佩罗讷条约》，后者确认了勃艮第对佩罗讷的所有权，不过这些权力在1482年的《阿拉斯条约》中被废弃。1536年，神圣罗马帝国将领查理五世曾率领西属尼德兰军队企图攻占佩罗讷，但经过31天的尝试仍未能成功，最终放弃。宗教战争期间，佩罗讷又多次遭到围攻及破坏。法国大革命后，佩罗讷成为索姆省的一个市镇，并在1795至1800年成为该省的一个地区行署，后改建为副省会。第七次反法同盟战争期间，佩罗讷被英格兰军队占领。普法战争期间，佩罗讷被普鲁士军队围攻，直至《法兰克福条约》签订。1876年，途径佩罗讷的圣瑞斯特昂绍塞－杜埃铁路建成通车。第一次世界大战期间，位于索姆河流域腹地的佩罗讷遭遇灭顶之灾，当地主要公共建筑物及居民建筑在大轰炸中被严重破坏，其附近的一些村落则被完全夷为平地。第二次世界大战期间，佩罗讷境内36%的建筑物遭到破坏。战后，佩罗讷获得法国政府颁发了战争勋章，当地建成了战争博物馆及纪念碑，并定期举办纪念活动。蒙圣康坦（Mont-Saint-Quentin）和圣拉德贡德（Sainte-Radegonde）两个市镇分别于1963年和1965年整体并入佩罗讷。

## 地理

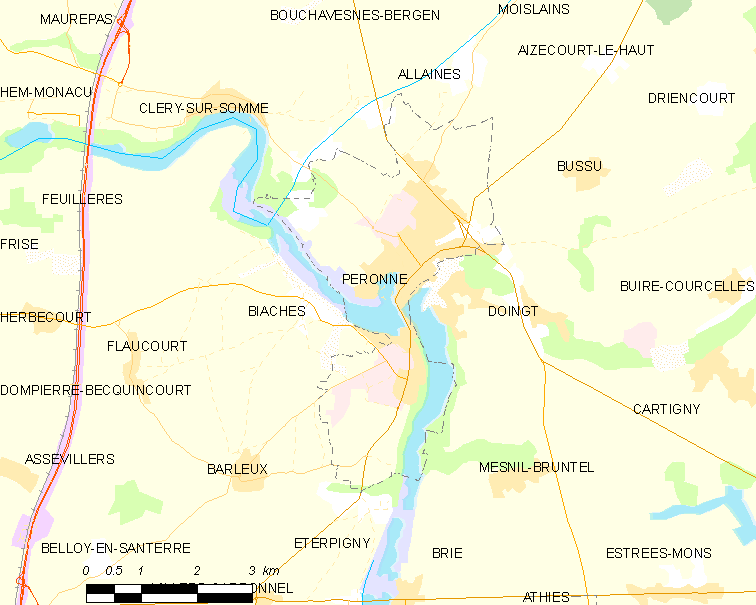
佩罗讷市镇范围地图

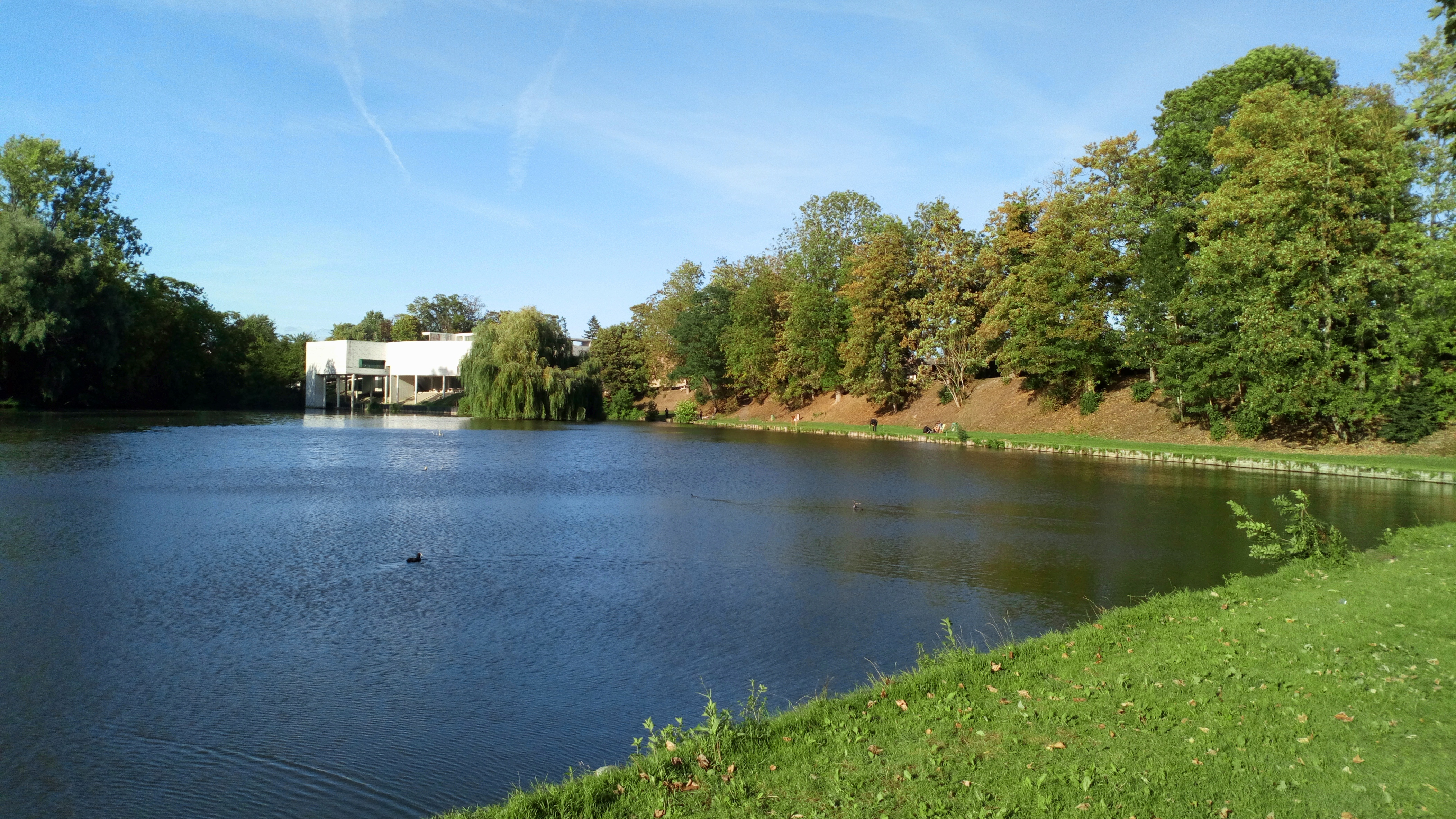
勒卡姆公园内的湖泊

佩罗讷位于法国北部，上法兰西大区中东部和索姆省东部，距离省会亚眠大约53公里。与佩罗讷接壤的市镇包括：阿莱讷、巴尔勒、比亚什、布里、比叙、索姆河畔克莱里、杜万、埃泰尔皮尼、梅尼勒布兰泰勒。

### 地形
佩罗讷位于皮卡第平原东部，境内以平原为主，市镇中心地势较为平坦，北侧略有起伏，全境海拔在47到117米之间。

### 水文
索姆河干流自东南向西北流经佩罗讷境内，该河水流平缓，在佩罗讷地区形成大片宽阔的水域，其中靠近佩罗讷市区的一处水域被人工改造成为湖泊。索姆河右岸支流科洛涅河在此与其交汇。人工开凿的北部运河从索姆河左岸穿越佩罗讷市区。

### 植被
佩罗讷属于温带阔叶混交林区，市中心的勒卡姆公园（Parc du Cam）是当地主要的城市绿地，林地则广泛分布于河流及水域附近。
在鲜花城市的评比中，佩罗讷被评为3星级鲜花城市。

### 气候
佩罗讷在柯本气候分类法中属于温带海洋性气候。
距离佩罗讷最近的常年气象站位于鲁皮境内，以下为该气象站的数据：
| 鲁皮 1981–2010年    | 鲁皮 1981–2010年 | 鲁皮 1981–2010年 | 鲁皮 1981–2010年 | 鲁皮 1981–2010年 | 鲁皮 1981–2010年 | 鲁皮 1981–2010年 | 鲁皮 1981–2010年 | 鲁皮 1981–2010年 | 鲁皮 1981–2010年 | 鲁皮 1981–2010年 | 鲁皮 1981–2010年 | 鲁皮 1981–2010年 | 鲁皮 1981–2010年 |
| 月份                | 1月              | 2月              | 3月              | 4月              | 5月              | 6月              | 7月              | 8月              | 9月              | 10月             | 11月             | 12月             | 全年             |
| ------------------- | ---------------- | ---------------- | ---------------- | ---------------- | ---------------- | ---------------- | ---------------- | ---------------- | ---------------- | ---------------- | ---------------- | ---------------- | ---------------- |
| 历史最高温 °C（°F） | 14.9 (58.8)      | 20 (68)          | 23.1 (73.6)      | 27.8 (82.0)      | 31.2 (88.2)      | 36.6 (97.9)      | 40.7 (105.3)     | 37.9 (100.2)     | 31.8 (89.2)      | 27.8 (82.0)      | 25 (77)          | 16.8 (62.2)      | 40.7 (105.3)     |
| 平均高温 °C（°F）   | 5.5 (41.9)       | 6.6 (43.9)       | 10.6 (51.1)      | 14 (57)          | 17.9 (64.2)      | 20.7 (69.3)      | 23.4 (74.1)      | 23.4 (74.1)      | 19.6 (67.3)      | 14.9 (58.8)      | 9.3 (48.7)       | 5.9 (42.6)       | 14.3 (57.7)      |
| 日均气温 °C（°F）   | 3 (37)           | 3.6 (38.5)       | 6.8 (44.2)       | 9.3 (48.7)       | 13 (55)          | 15.7 (60.3)      | 18 (64)          | 17.9 (64.2)      | 14.9 (58.8)      | 11.1 (52.0)      | 6.4 (43.5)       | 3.6 (38.5)       | 10.3 (50.5)      |
| 平均低温 °C（°F）   | 0.6 (33.1)       | 0.6 (33.1)       | 3 (37)           | 4.5 (40.1)       | 8.2 (46.8)       | 10.6 (51.1)      | 12.5 (54.5)      | 12.4 (54.3)      | 10.1 (50.2)      | 7.3 (45.1)       | 3.6 (38.5)       | 1.3 (34.3)       | 6.2 (43.2)       |
| 历史最低温 °C（°F） | −20 (−4)         | −18.6 (−1.5)     | −11.5 (11.3)     | −8 (18)          | −2.1 (28.2)      | 0 (32)           | 3.3 (37.9)       | 0.9 (33.6)       | −1 (30)          | −4.8 (23.4)      | −9.6 (14.7)      | −14.6 (5.7)      | −20 (−4)         |
| 平均降水量 mm（）   | 57.2 (2.25)      | 48 (1.9)         | 57.7 (2.27)      | 48.1 (1.89)      | 61.6 (2.43)      | 60.6 (2.39)      | 60.6 (2.39)      | 67.9 (2.67)      | 52.5 (2.07)      | 64.4 (2.54)      | 58.4 (2.30)      | 65.6 (2.58)      | 702.6 (27.66)    |
| 月均日照時數        | 68               | 75               | 128.3            | 174.8            | 198.7            | 203.5            | 208.2            | 206.6            | 162.1            | 116.9            | 66.7             | 51.1             | 1,659.9          |
| 来源：Infoclimat    |                  |                  |                  |                  |                  |                  |                  |                  |                  |                  |                  |                  |                  |

## 行政区划
佩罗讷的市镇编号为80620，邮政编号为80200。
在行政管理方面，佩罗讷隶属于法国上法兰西大区索姆省，同时也是该省的一个副省会，下辖佩罗讷区；在地方选举方面，佩罗讷是佩罗讷县的中央投票站所在地，其市镇范围全境被划入索姆省第五选区；在社会管理方面，佩罗讷是上索姆市镇公共社区的办公驻地。
佩罗讷市镇范围内暂无城市敏感街区及城市政策优先街区。
法国国家统计与经济研究所（简称）在进行数据统计时，将佩罗讷及相邻的另外两个市镇设为佩罗讷城市核心区（Unité urbaine de Péronne），并将包括核心区在内的周边共8个市镇划为佩罗讷城市区。自2020年起，佩罗讷城市区被包含52个市镇的佩罗讷城市辐射区代替。此外，还将佩罗讷市镇分为了4个“块区”（IRIS），以便于统计人口分布情况。

## 交通

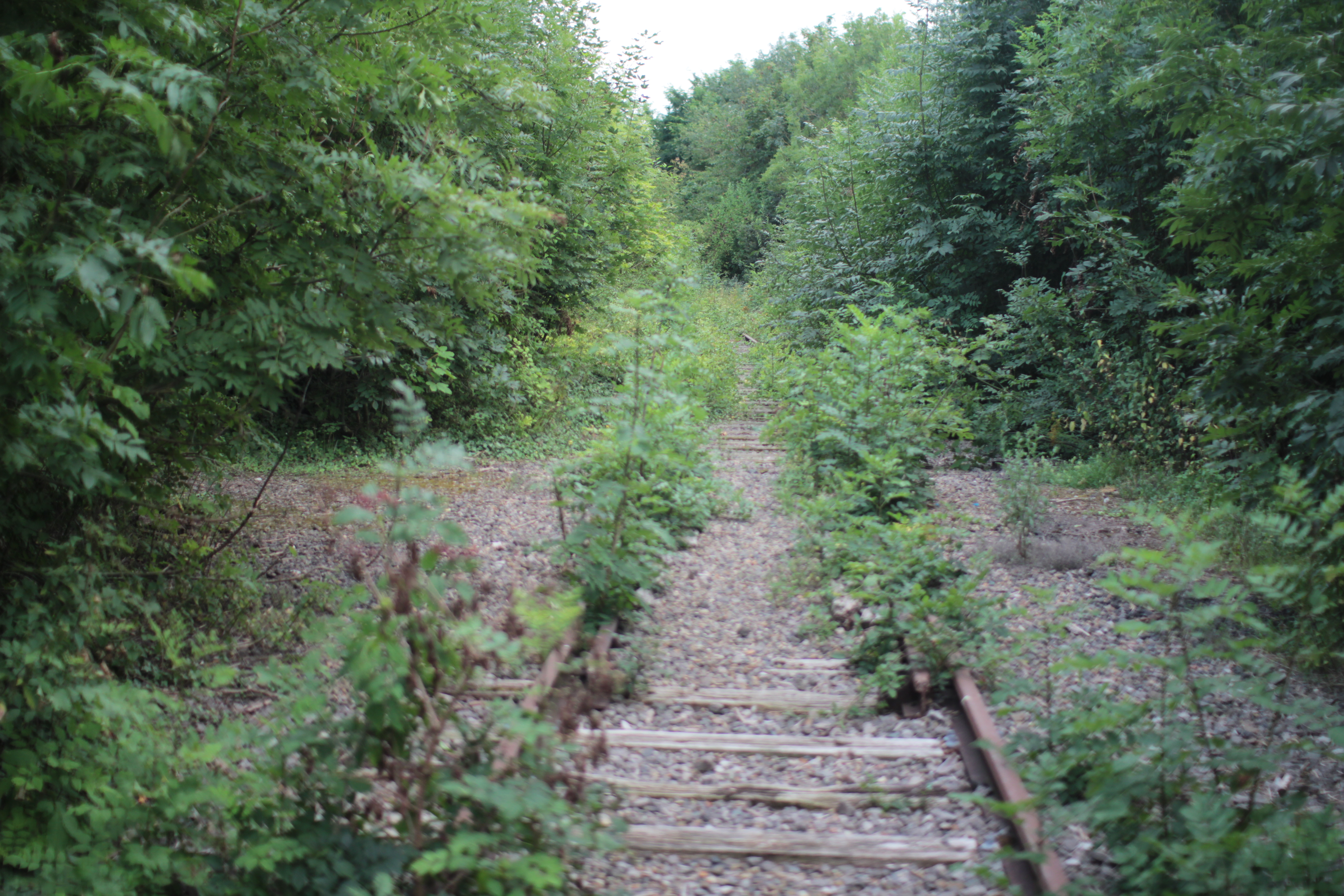
佩罗讷境内一段废弃的铁路线

### 公路
索姆省省道D1线、D6线、D43线、D79线、D181线、D917线、D938线和D1017线等在佩罗讷境内交汇。上法兰西大区下属的城际客运提供城际及校车巴士线路，可前往亚眠、康布雷、阿尔贝等地。
| 13.1 | 7.7 |

| 54 | 13 |

| 亚眠 | 54 |

| 阿尔贝 | 24 |

| 圣康坦 | 29 |

| 阿姆 | 25 |

| 鲁瓦 | 30 |

| 巴波姆 | 22 |

2019年，62.7%的佩罗讷家庭拥有至少一辆私人汽车。2018年，佩罗讷境内共发生各类交通事故1起，造成1人受伤。

### 铁路
佩罗讷位于圣瑞斯特昂绍塞－杜埃铁路上，该铁路佩罗讷附近的路段已于1970年关闭，原有的佩罗讷-弗拉米库尔站主站房已另作他用。
距离佩罗讷最近的运营中的客运铁路车站为14公里外的上皮卡第TGV站，该站是一个高速铁路车站，停靠由里尔及布鲁塞尔出发，前往蒙彼利埃、波尔多、马赛、里昂、南特、雷恩及斯特拉斯堡等地TGV或Ouigo列车。

### 航空
距离佩罗讷最近的民用航空站为里尔机场，距离佩罗讷市中心的公路里程约85公里。

### 城市公共交通
佩罗讷城市公共交通（商业名称为）是由佩罗讷市政府提供的城市公共交通系统，自2022年2月起投入运营，免费向公众开放。截至2022年12月，该系统共包括一条公交线路，除法定节假日外每天往返三班，站点覆盖了佩罗讷市区内的主要街道和居民区。

## 政治

### 市政内阁

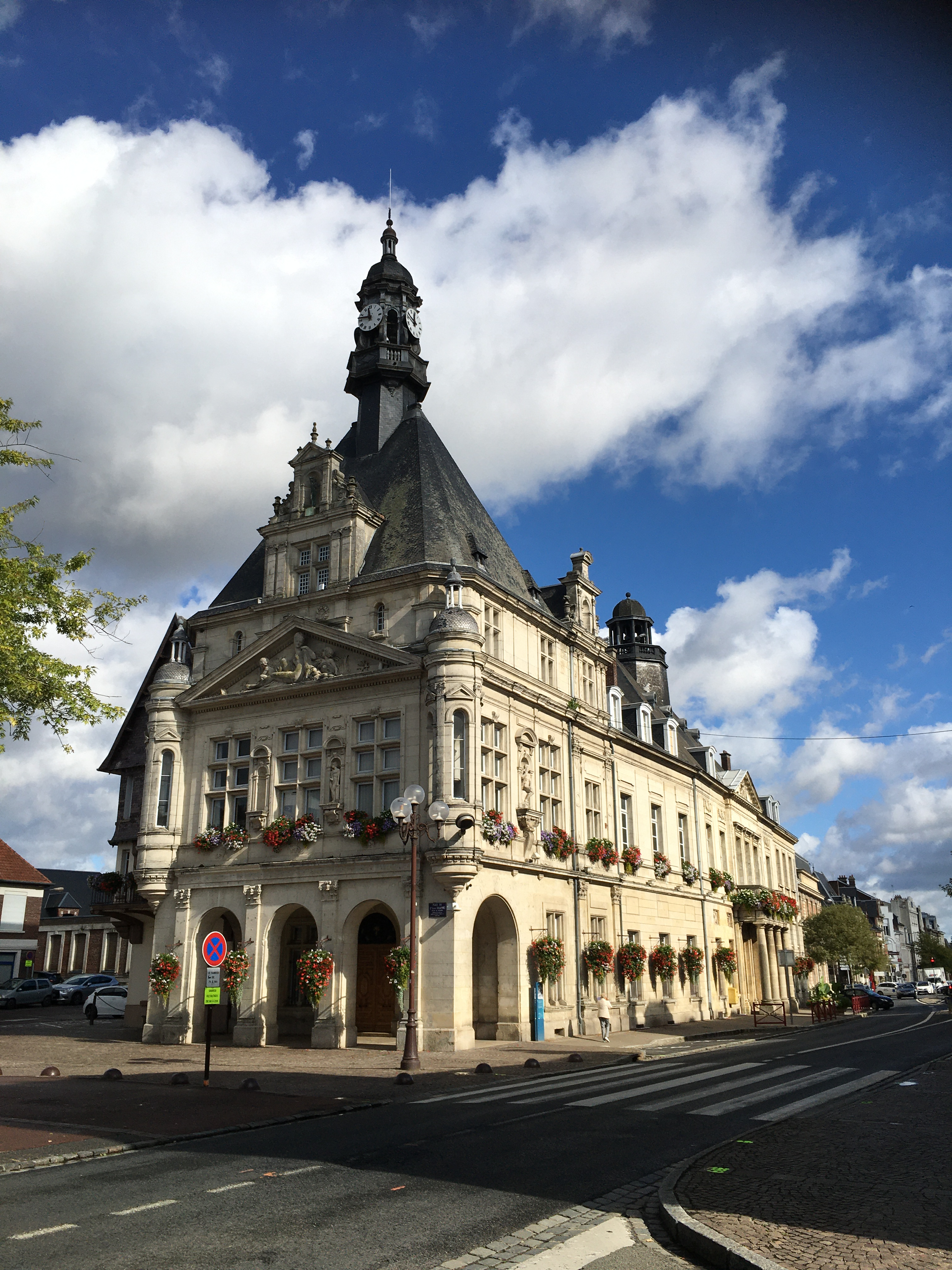
佩罗讷市政厅

佩罗讷的现任市长为戈捷·马埃斯先生（Gautier MAES），他是一名中间派，在2020年的市政选举中获得了39.60%的支持率。
| 佩罗讷历届市长 | 佩罗讷历届市长                      | 佩罗讷历届市长                   |
| 任期           | 市长                                | 党派                             |
| -------------- | ----------------------------------- | -------------------------------- |
| 1944年－1947年 | Émile VERMOND 埃米尔·韦尔蒙         | SFIO工人国际法国支部             |
| 1947年－1971年 | Daniel BOINET 达尼埃尔·布瓦内       | RAD激进党                        |
| 1971年－1977年 | Jean DAUDRÉ 让·多德雷               | RAD激进党                        |
| 1977年－1989年 | Édouard GUILBEAU 爱德华·吉尔博      | PCF法国共产党                    |
| 1989年－2008年 | Jean-Pierre VIÉNOT 让-皮埃尔·维耶诺 | RPR保衛共和聯盟 →UMP人民运动联盟 |
| 2008年－2014年 | Valérie KUMM 瓦莱丽·库姆            | PS社会党                         |
| 2014年－2020年 | Thérèse DHEYGERS 泰蕾丝·戴热        | UDI民主人士和独立人士联盟        |
| 2020年－       | Gautier MAES 戈捷·马埃斯            | DVC混杂中间派                    |

### 各级选举
| 佩罗讷历届投票选举结果 | 佩罗讷历届投票选举结果 | 佩罗讷历届投票选举结果 | 佩罗讷历届投票选举结果 | 佩罗讷历届投票选举结果        | 佩罗讷历届投票选举结果 | 佩罗讷历届投票选举结果 | 佩罗讷历届投票选举结果        | 佩罗讷历届投票选举结果 | 佩罗讷历届投票选举结果 |
| 选举项目               | 选举范围               | 选区单位               | 选区单位内的选举结果   | 选区单位内的选举结果          | 选区单位内的选举结果   | 选区单位内的选举结果   | 选区单位内的选举结果          | 选区单位内的选举结果   | 参考资料               |
| 选举项目               | 选举范围               | 选区单位               | 第一轮胜出者           | 第一轮胜出者                  | 支持率                 | 第二轮胜出者           | 第二轮胜出者                  | 支持率                 | 参考资料               |
| ---------------------- | ---------------------- | ---------------------- | ---------------------- | ----------------------------- | ---------------------- | ---------------------- | ----------------------------- | ---------------------- | ---------------------- |
| 2017年法國總統選舉     | 法國                   | 市镇                   |                        | 玛丽娜·勒庞                   | 28.47%                 |                        | 埃马纽埃尔·马克龙             | 56.59%                 | [ 30 ]                 |
| 2017年法国立法选举     | 索姆省第五选区         | 市镇                   |                        | 斯特凡纳·德米伊               | 64.2%                  | （不适用）             | （不适用）                    | （不适用）             | [ 30 ]                 |
| 2019年欧洲议会选举     | 法國                   | 市镇                   |                        | 若尔丹·巴尔代拉               | 31.36%                 | （不适用）             | （不适用）                    | （不适用）             | [ 32 ]                 |
| 2021年法国省级选举     | 索姆省                 | 县                     |                        | 雅埃尔·梅纳什 达米安·里厄     | 31.55%                 |                        | 克里斯托夫·布洛涅 瓦莱丽·库姆 | 55.06%                 | [ 33 ]                 |
| 2021年法国省级选举     | 索姆省                 | 市镇                   |                        | 克里斯托夫·布洛涅 瓦莱丽·库姆 | 30.21%                 |                        | 克里斯托夫·布洛涅 瓦莱丽·库姆 | 67.44%                 | [ 33 ]                 |
| 2021年法国大区选举     | 上法蘭西大區           | 市镇                   |                        | 格扎维埃·贝特朗               | 50.61%                 |                        | 格扎维埃·贝特朗               | 61.04%                 | [ 34 ]                 |
| 2022年法国总统选举     | 法國                   | 市镇                   |                        | 玛丽娜·勒庞                   | 34.19%                 |                        | 埃马纽埃尔·马克龙             | 50.26%                 | [ 30 ]                 |
| 2022年法国立法选举     | 索姆省第五选区         | 市镇                   |                        | 纪尧姆·昂斯莱                 | 26.98%                 |                        | 纪尧姆·昂斯莱                 | 51.48%                 | [ 30 ]                 |

## 人口
2019年，佩罗讷市镇人口数量为7,577，在法国排名第1,398位。其中男性3,451人，女性4,126人，75岁及以上人口占11.8%，外籍人口数量为179人，人口密度为535人/平方公里，当地居民被称为（男性）或（女性）。2020年，佩罗讷境内出生66人，死亡人口169人。
| 佩罗讷1901年－2019年人口变化情况 |
|                                  |
| 数据来源：Cassini、INSEE         |

## 经济
佩罗讷是一个区域性的中心城市。截止2022年12月，佩罗讷市镇范围内共有各类用人单位（包含自雇）1,364家，平均历史为17年，其中99.17%为中小型企业（PME），2022年10月至12月间，当地的经济活力指数为0.22%。（大型零售）、（农具销售）及（大型零售）是当地2021年营业额最高的三个企业，分别为44,631,794欧元、33,886,613欧元和24,244,242欧元。

## 财政与居民收入
2021年，佩罗讷的财政收入总额为11,930,900欧元，财政支出总额为9,824,490欧元，当年的债务总额为8,506,460欧元。2021年，佩罗讷市镇共获得1,908,998欧元的国家财政补助，比上一年减少了27.07%。
2020年，佩罗讷的人均月收入总额为1,970欧元，其中高级职员为3,727欧元，低于法国平均水平（4,230欧元）；中级职员为2,314欧元，低于法国平均水平（2,411欧元）；普通职员为1,628欧元，亦低于法国平均水平（1,740欧元）。
2019年，佩罗讷境内的青壮年（15至64岁）失业率为25.4%，当地35.1%的家庭拥有纳税资格，平均纳税2,454欧元，低于法国平均水平（3,910欧元）。

## 社会事务

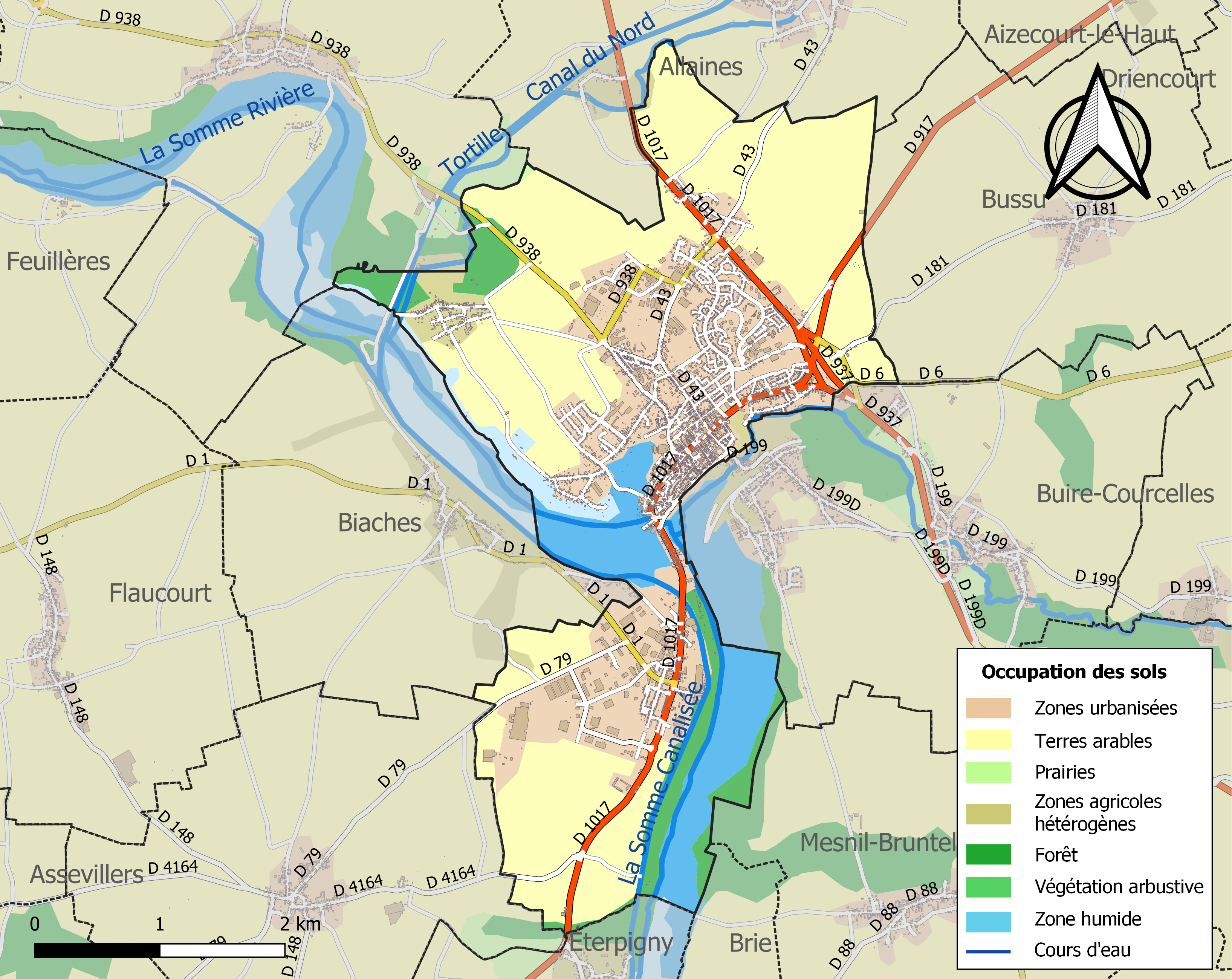
佩罗讷土地利用情况地图

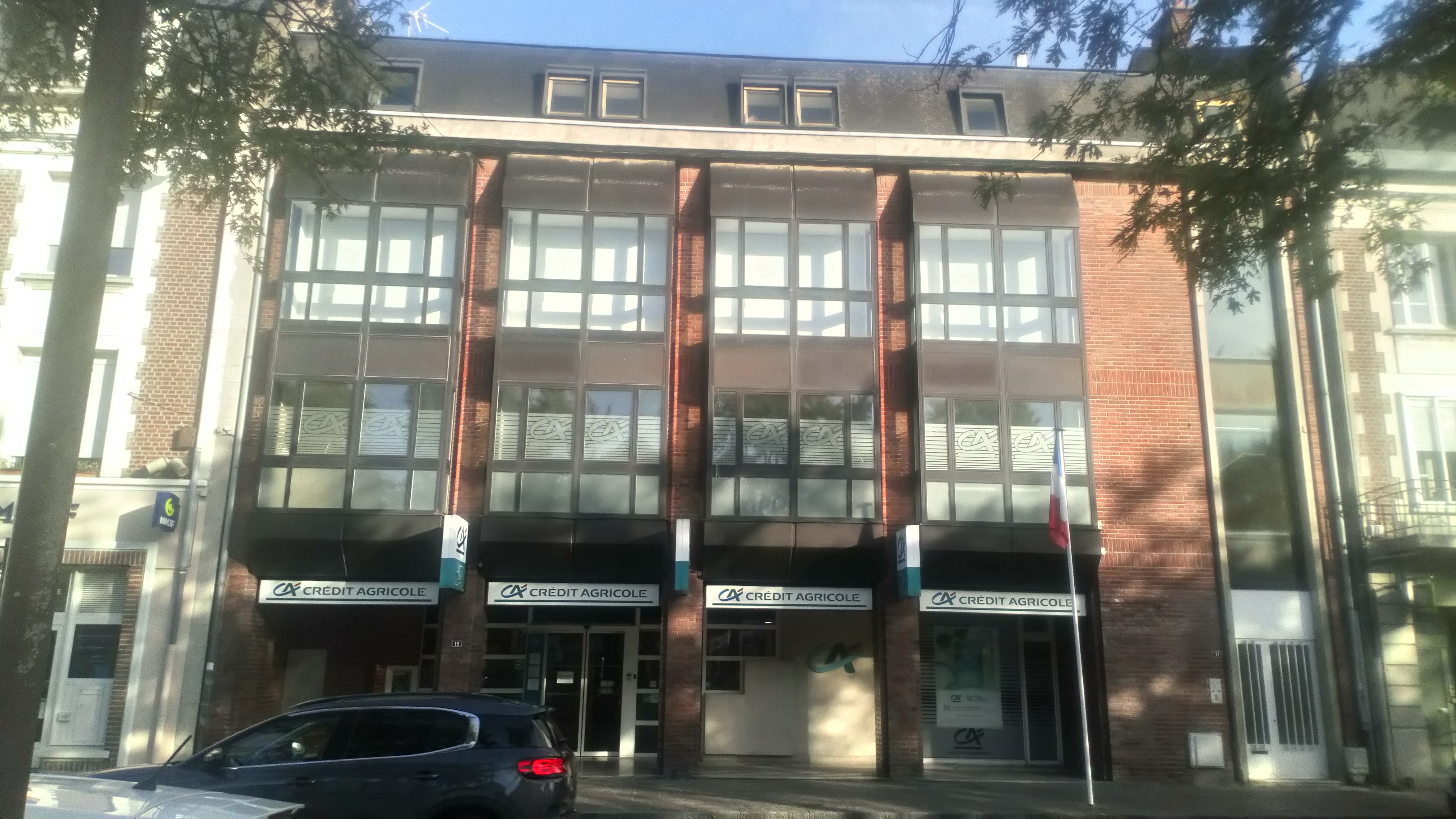
佩罗讷镇中心的一家商住楼

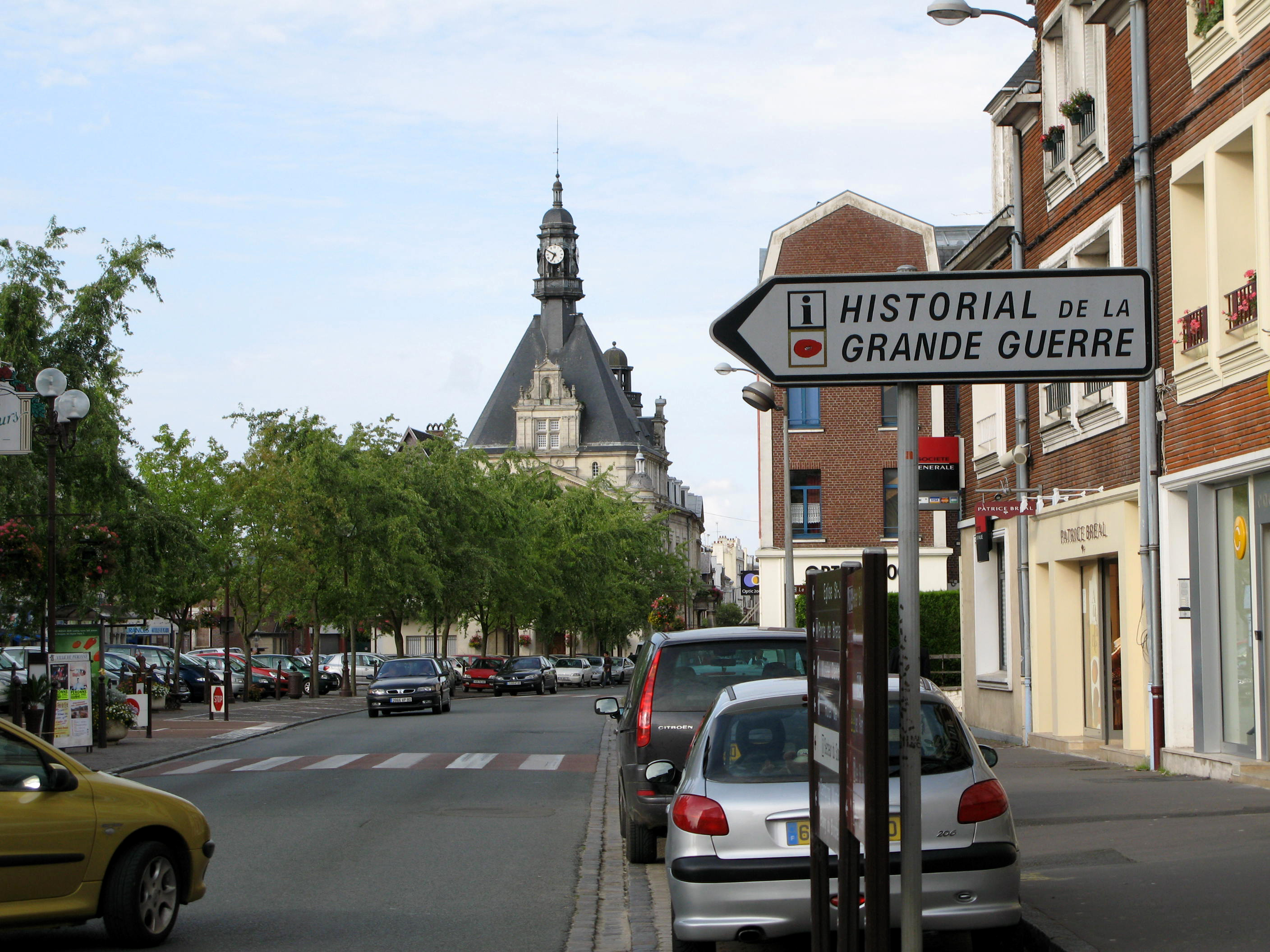
圣菲尔西街

### 教育
佩罗讷属于亚眠学区。截止2021年1月1日，佩罗讷境内共有4所小学、2所初级中学、2所普通高中、1所农业高中和2所职业高中。2018至2019学年度，佩罗讷境内共有在校中等教育阶段学生2,196名。
在高等教育方面，佩罗讷境内建有一所卫生学校。

### 医疗
截止2021年1月1日，佩罗讷境内共有全科医生12名、保健师11名、牙医5名、护士9名、助产士3名和儿科医生1名。境内共有药房5家、养老院1家、残疾人帮扶中心3家。
佩罗讷中心医院（Centre Hospitalier de Péronne）是法国的一个区域性医疗机构，其主病区位于佩罗讷市区，设有床位115个，是当地规模最大的公立综合性医院。

### 住房
2019年，佩罗讷境内共有各类住房4,111套，其中59.6%为独立式居民区，40.1%为集中式居民区。常住房屋占佩罗讷市镇范围内居民建筑总量的84.1%。
在住房保障政策方面，2021年，佩罗讷境内共有1,208户家庭获得了住房经济补助，受益人数占总人口数量的15.9%，其中1,182份为房租补助。

### 商业
2021年，佩罗讷境内共有各类实体商铺237家，其中餐厅47家、大型超市9家、杂货店4家、面包房6家、肉铺4家、书店1家、装饰品店1家、银行门店8家、美容美发店21家、汽车维修店10家。市区北部建有开放式商业街区，当地建有E.Leclerc、Intermarché等大型购物超市。

### 体育
2021年，佩罗讷境内共有1家游泳池、3间体育馆、1座综合体育场、8处网球场、1处马术场、7处足球或橄榄球场以及3处篮球或排球场。
截至2022年12月，佩罗讷境内共有两家注册足球俱乐部。佩罗讷足球运动员俱乐部（CAFC Péronne，编号500341）是当地的代表性足球队，其主队2022至2023赛季参加索姆省足球联赛甲组（法国第九级别），其主场为达尼埃尔·布瓦内球场（Stade Daniel Boinet）。

### 环境
佩罗讷的环境事务由其所属的上索姆市镇公共社区联合各级政府协调负责。2021年，佩罗讷境内共有1家污染企业。

### 治安
2021年，佩罗讷市镇范围内有1处宪兵队。
佩罗讷国家宪兵队（zone gendarmerie de Péronne）的管辖范围共包括209个市镇。2020年，该宪兵队累计记录各类案件3,192起，其中盗窃类案件1,529起，经济类案件324起，毒品交易类案件115起。

## 文化
2021年，佩罗讷境内共有1家电影院和2家博物馆。佩罗讷境内建有市政图书馆（Bibliothèque municipale），每周二、三、五、六向公众开放。

### 建筑
佩罗讷境内有多处历史建筑，其中镇中心的施洗约翰教堂是法国国家文物保护单位，佩罗讷城堡则是当地的地标性建筑物，其部分区域被开辟为世界大战博物馆。

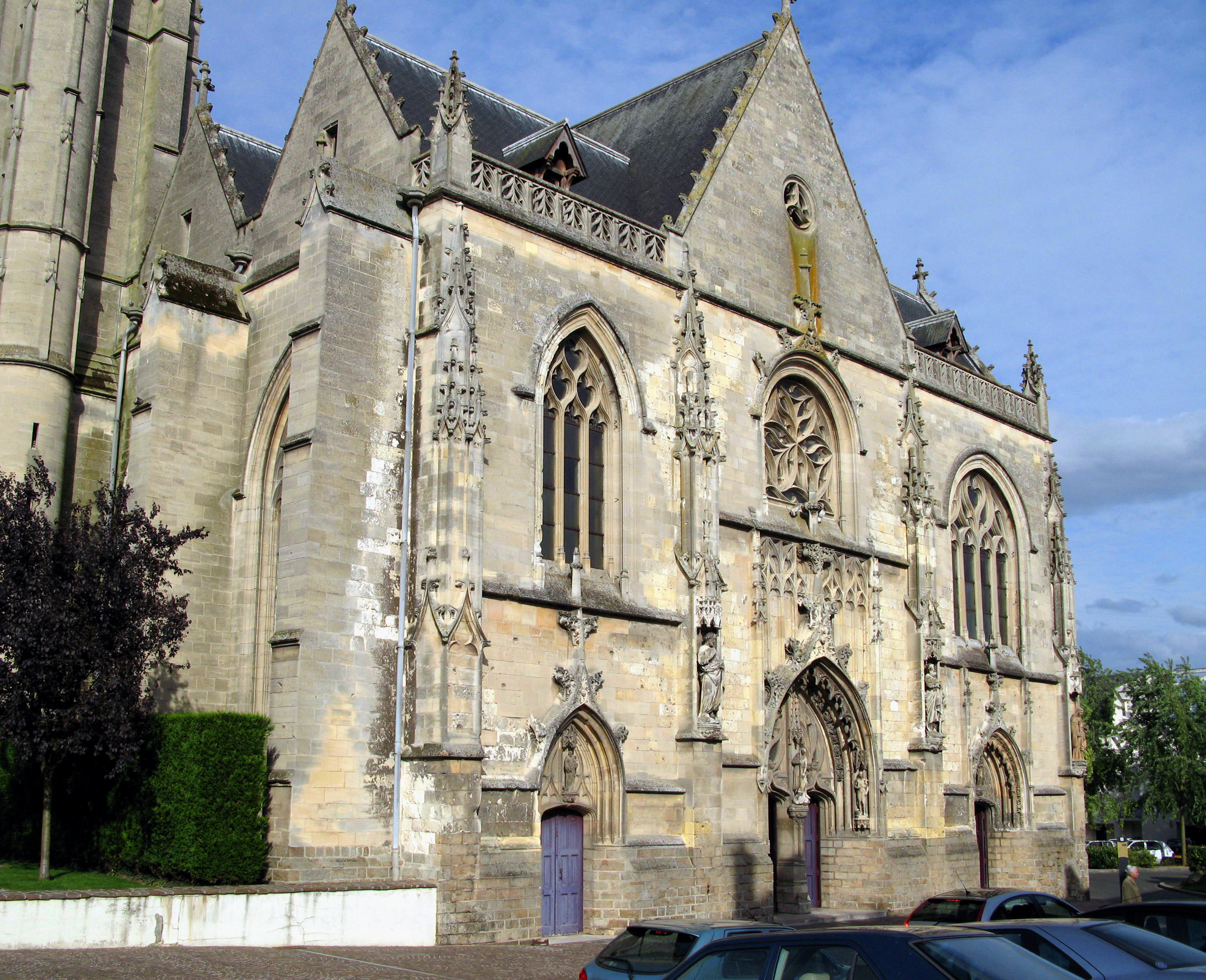
施洗约翰教堂（法语：Église Saint-Jean-Baptiste de Péronne）
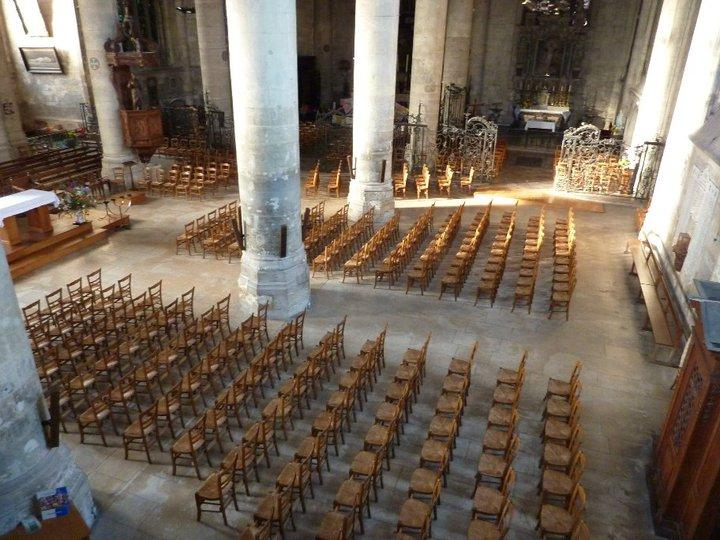
教堂大厅
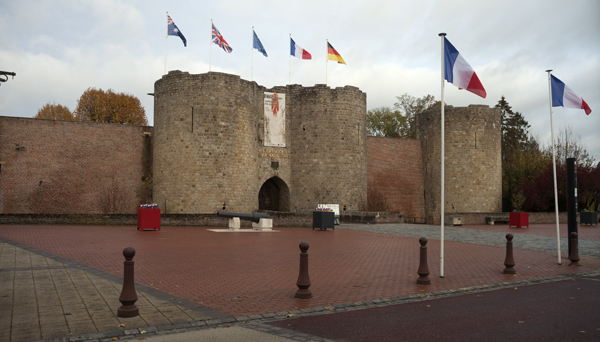
佩罗讷城堡（法语：Château fort de Péronne） （世界大战博物馆）
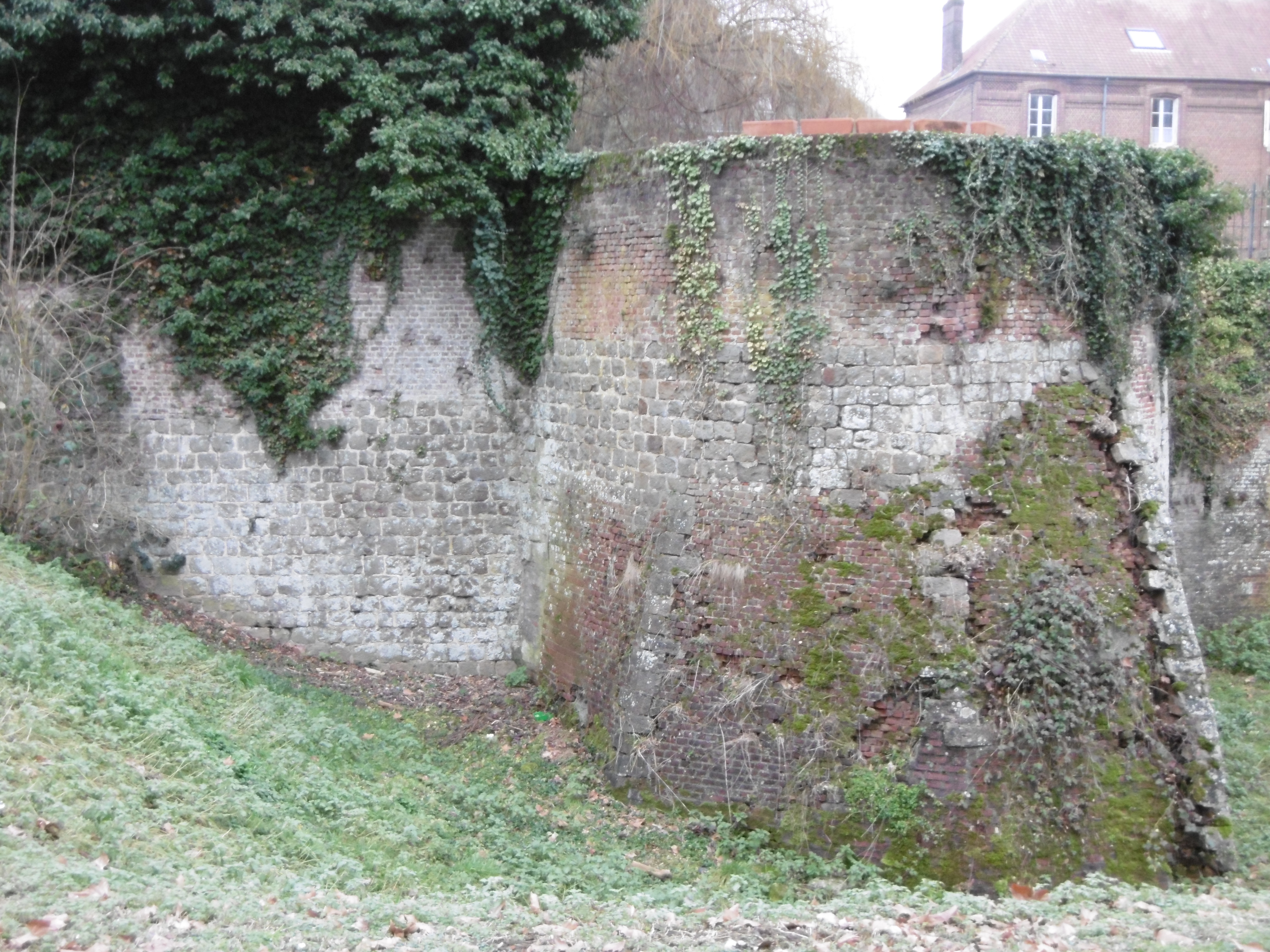
城墙旧址
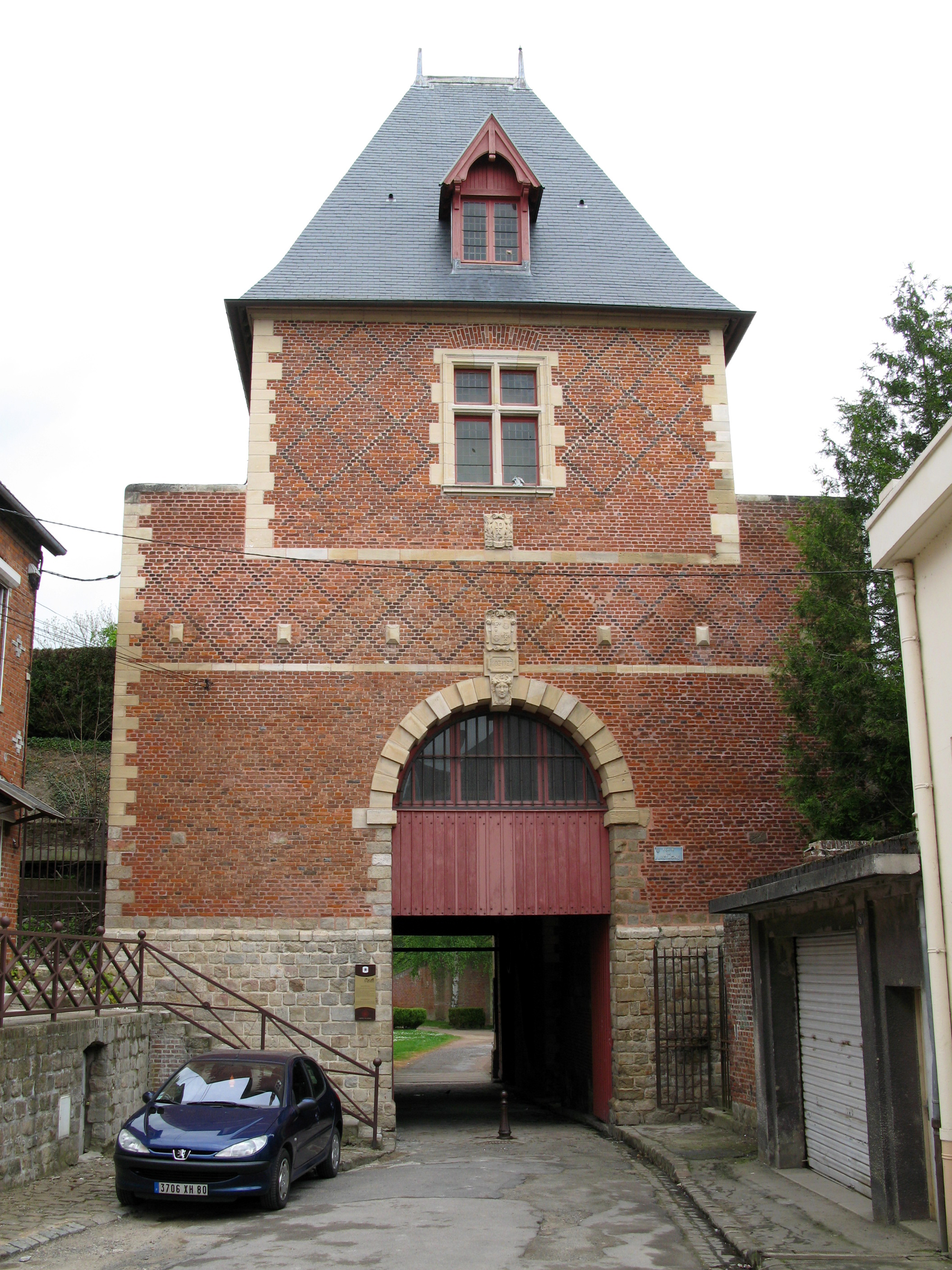
布列塔尼城门（法语：Porte de Bretagne (Péronne)）
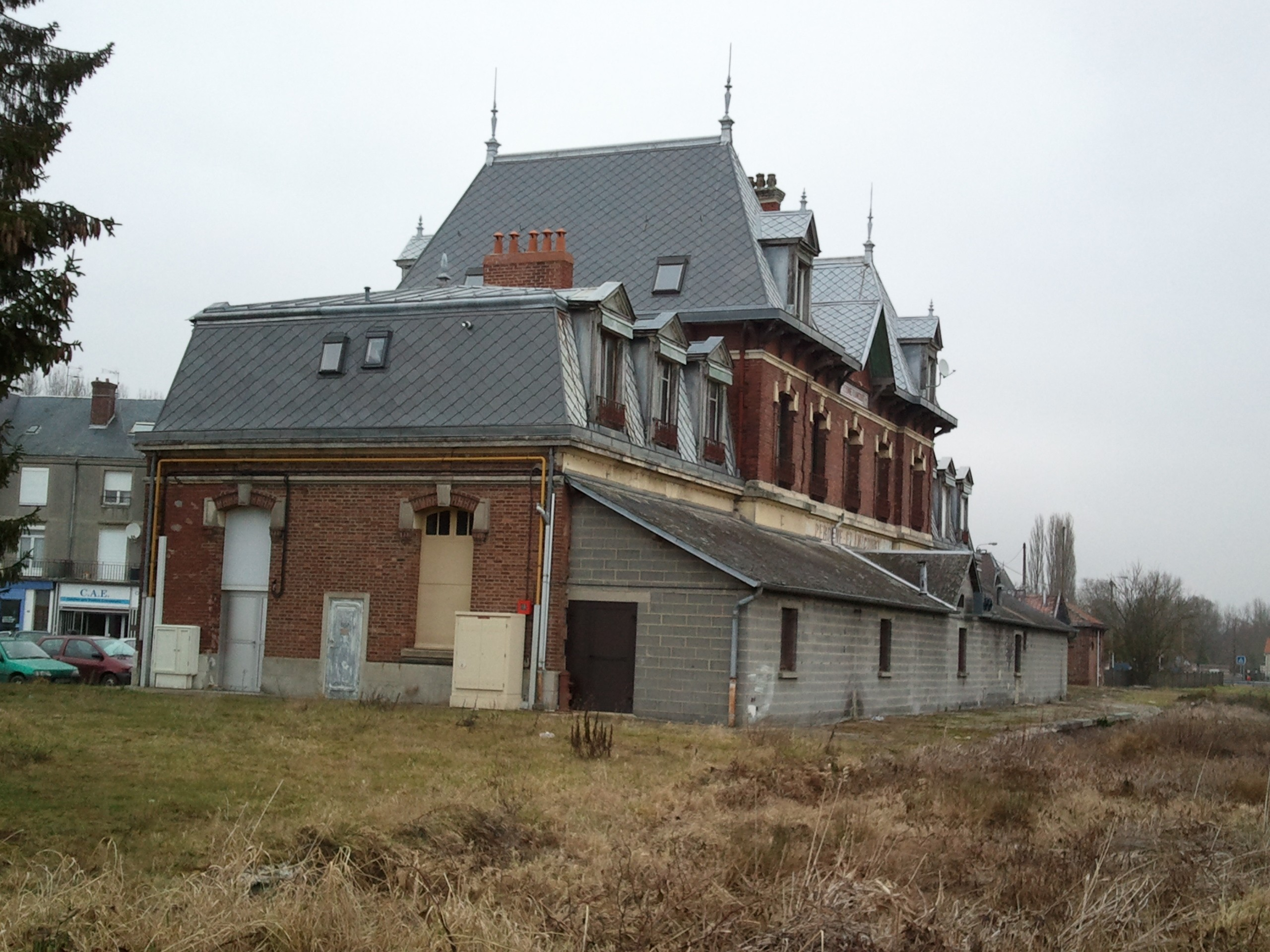
火车站旧址
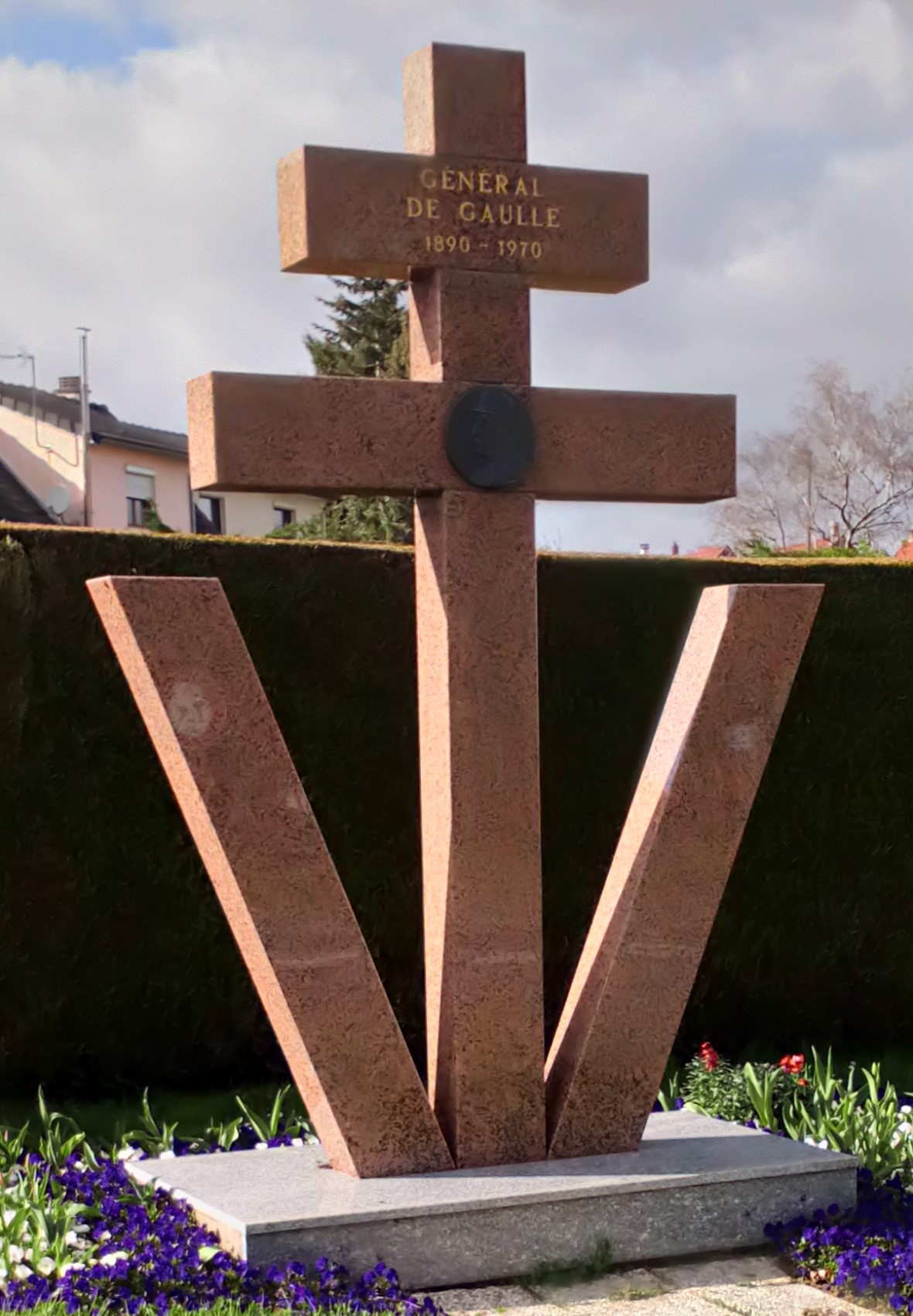
戴高乐雕塑
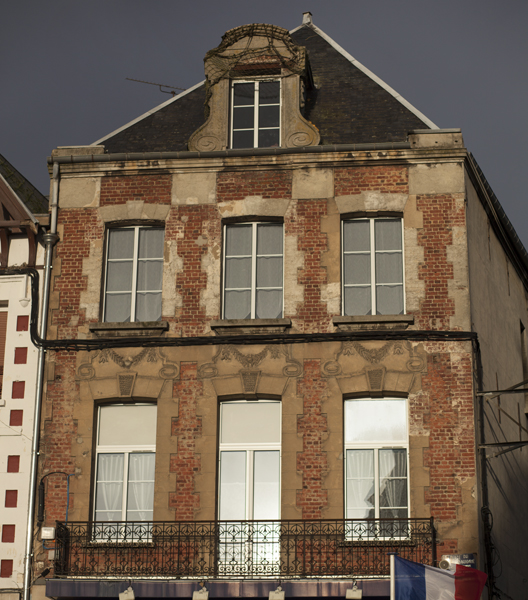
传统民居

### 旅游

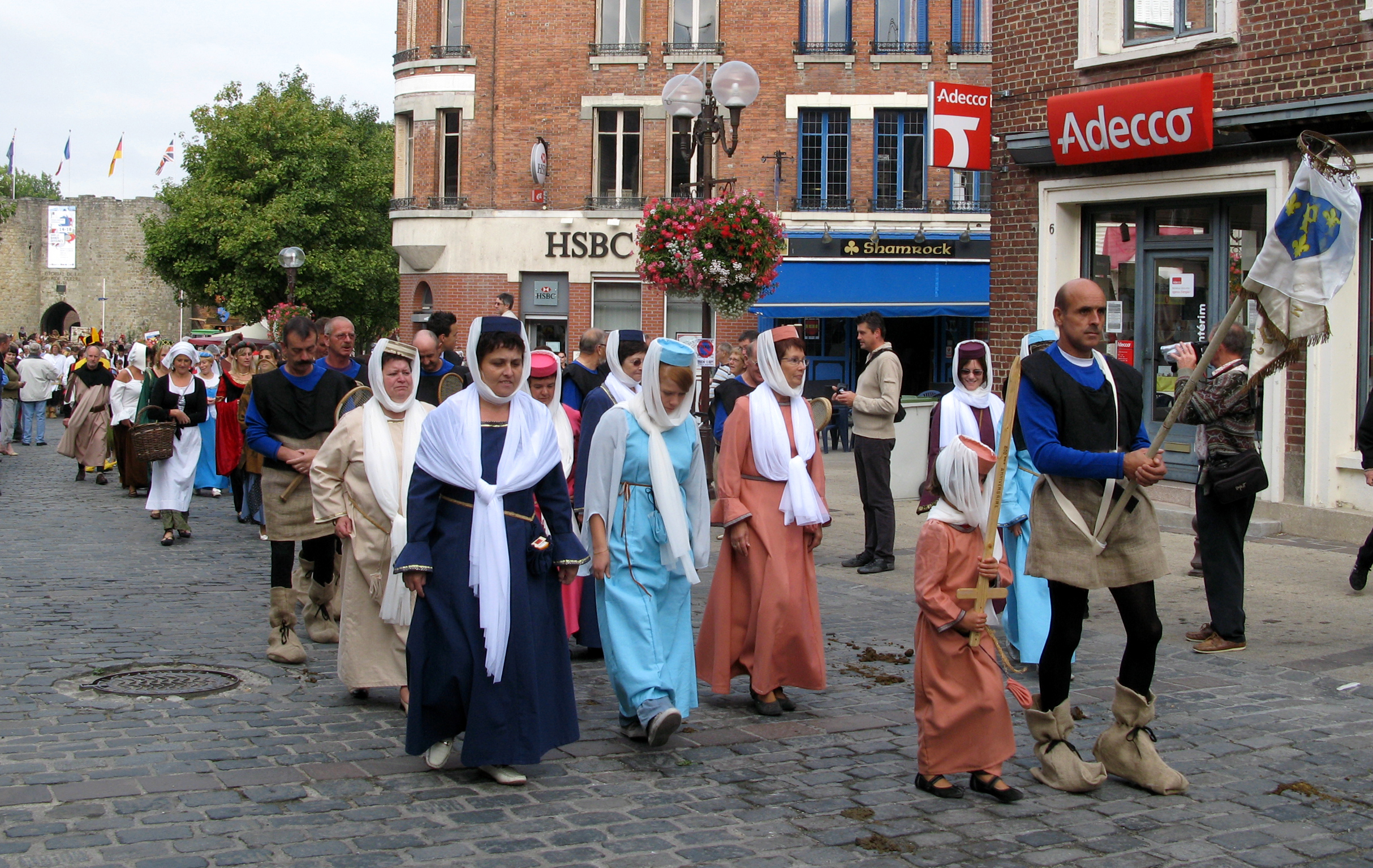
佩罗讷街头举办的中世纪文化活动

佩罗讷的旅游事务由其所属的上索姆市镇公共社区负责。2022年，佩罗讷境内共有3家酒店共计91间房间；另有2个露营地，可容纳共138辆露营车。

### 媒体
法国主要的媒体均可在佩罗讷接收，法国电视三台下属的上法兰西大区频道在部分时段播出佩罗讷所属区域的地方新闻。《皮卡第邮报》、《法基尔报》、蓝色法兰西皮卡第广播等为当地主要的地方性媒体。

## 相关人物
法国画家路易·德布拉和女子柔道运动员奥托娜·帕维亚出生于佩罗讷。
西法兰克国王查理三世逝世于佩罗讷城堡内。

## 友好城市
截至2022年12月，佩罗讷共与三座城市互为友好城市关系：
- 德国 阿尔特纳
- 英格兰 布莱克本
- 西班牙 萨洛夫雷尼亚